# Гонтарь, Сергей Алексеевич
Сергей Алексеевич Гонтарь (Род. 5 января 1930 года, станция Роя в Марьинском районе Донецкой области) — донецкий скульптор. Автор памятников Донецка, Макеевки, Краматорска других городов Донбасса.

## Биография
Детство прошло в Рое, затем семья переехала в Ильинку.
По совету старшего брата Николая окончил Одесское художественное училище.
В 1958 году закончил Киевский государственный художественный институт и переехал в Донецк. С 1964 года член национального союза художников Украины.
В Донецке установлено несколько памятников и мемориальных досок работы Сергея Алексеевича Гонтаря:
- Памятник Зое Космодемьянской. Установлен в 1953 году.
- Памятник Григорию Ивановичу Петровскому.

16 июля 1972 года в Макеевке установлен памятник Владимиру Грибиниченко на площади его имени.
11 апреля 2002 года в Краматорске перед городским дворецом культуры имени Ленина был установлен памятник Леониду Федоровичу Быкову работы С. А. Гонтаря.
Также Гонтарь является автором скульптурного портрета Ивана Стрельченко (1979), памятника Алексею Стаханову (1979), памятника Петру Лихолетову (1997), памятника воинам-афганцам (1998).

## Работы
| Фото | Название                           | Дата установки      | Место установки                                | Краткое описание |
| ---- | ---------------------------------- | ------------------- | ---------------------------------------------- | --- |
|      | Памятник Зое Космодемьянской       | 1953                | Киевский район Донецка, около здания школы     | |
|      | Памятник Г. И. Петровскому         |                     | Петровский район Донецка, площадь Петровского  | |
|      | Памятник Леониду Фёдоровичу Быкову | 11 апреля 2002 года | Краматорск                                     | |
|      | Мемориальная доска Стрельченко     |                     | Ворошиловский район Донецка, здание ЦБНТИ      | |
|      | Памятник Петру Лихолетову          |                     | Докучаевск                                     | |
|      | барельеф Сергея Прокофьева         |                     | Ворошиловский район Донецка, здание филармонии | |
|      | памятник Тарасу Шевченко           | 1961                | Красногоровка                                  | установлен на бывшем месте памятника Сталину |
|      | памятник Владимиру Грибиниченко    | 16 июля 1972 года   | Макеевка, площадь имени Владимира Грибиниченко | Установлен в честь мастера разливочного пролёта мартеновского цеха № 1 Владимира Грибиниченко, который в ночь с 5 на 6 мая 1963 года, бросившись под струю расплавленного металла спас своих товарищей, а затем умер от полученных ожогов. Для спасения. |
|      | памятник Алексею Стаханову         |                     | Димитровская шахта имени Стаханова             | |